# Paderu
Paderu, est une ville et le chef-lieu du district d'Alluri Sitharama Raju dans l'État d'Andhra Pradesh en Inde,,. 